# Algedonia
Anania là một chi bướm đêm thuộc họ Crambidae.

## Các loài
- Algedonia terrealis Treitschke, 1829

## Hình ảnh

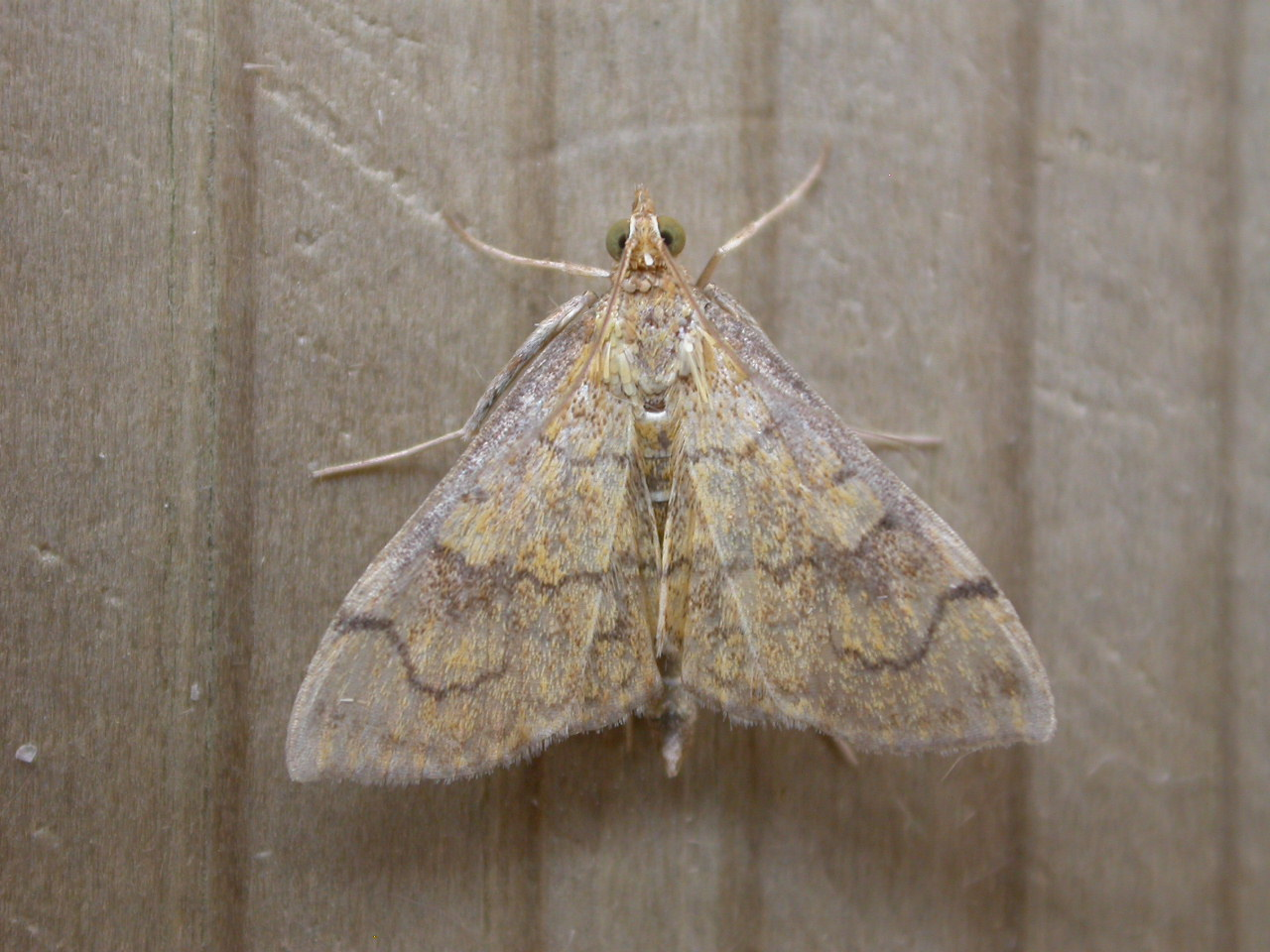